# Tarsius tumpara
Tarsius tumpara е вид бозайник от семейство Дългопетови (Tarsiidae). Видът е критично застрашен от изчезване.

## Разпространение
Разпространен е в Индонезия.